# Ruin Academy

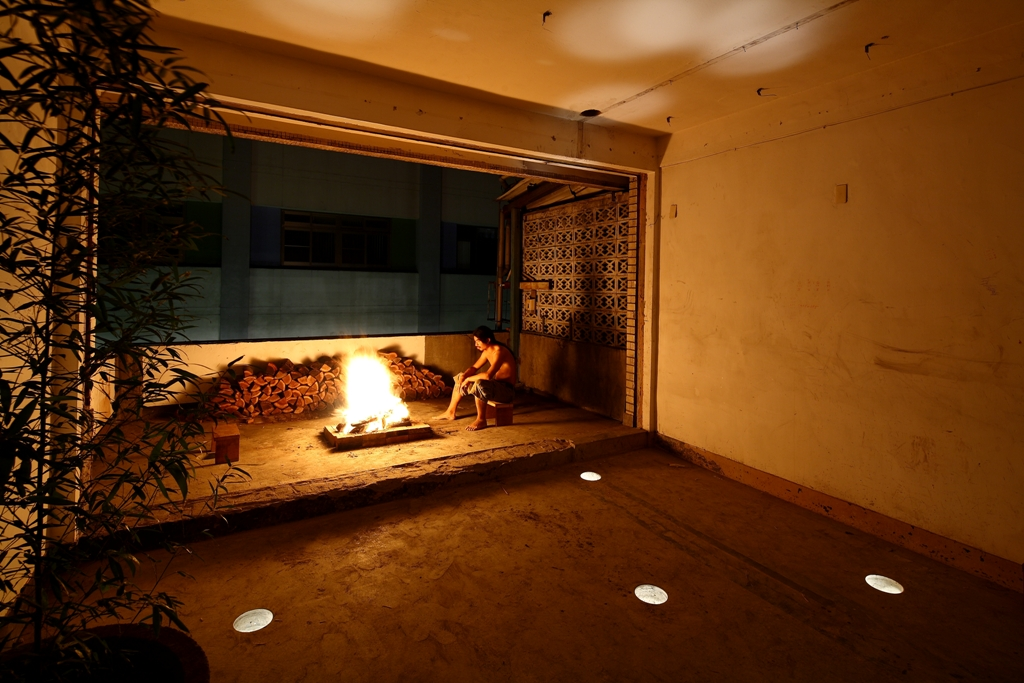
Fire-place at the Ruin Academy

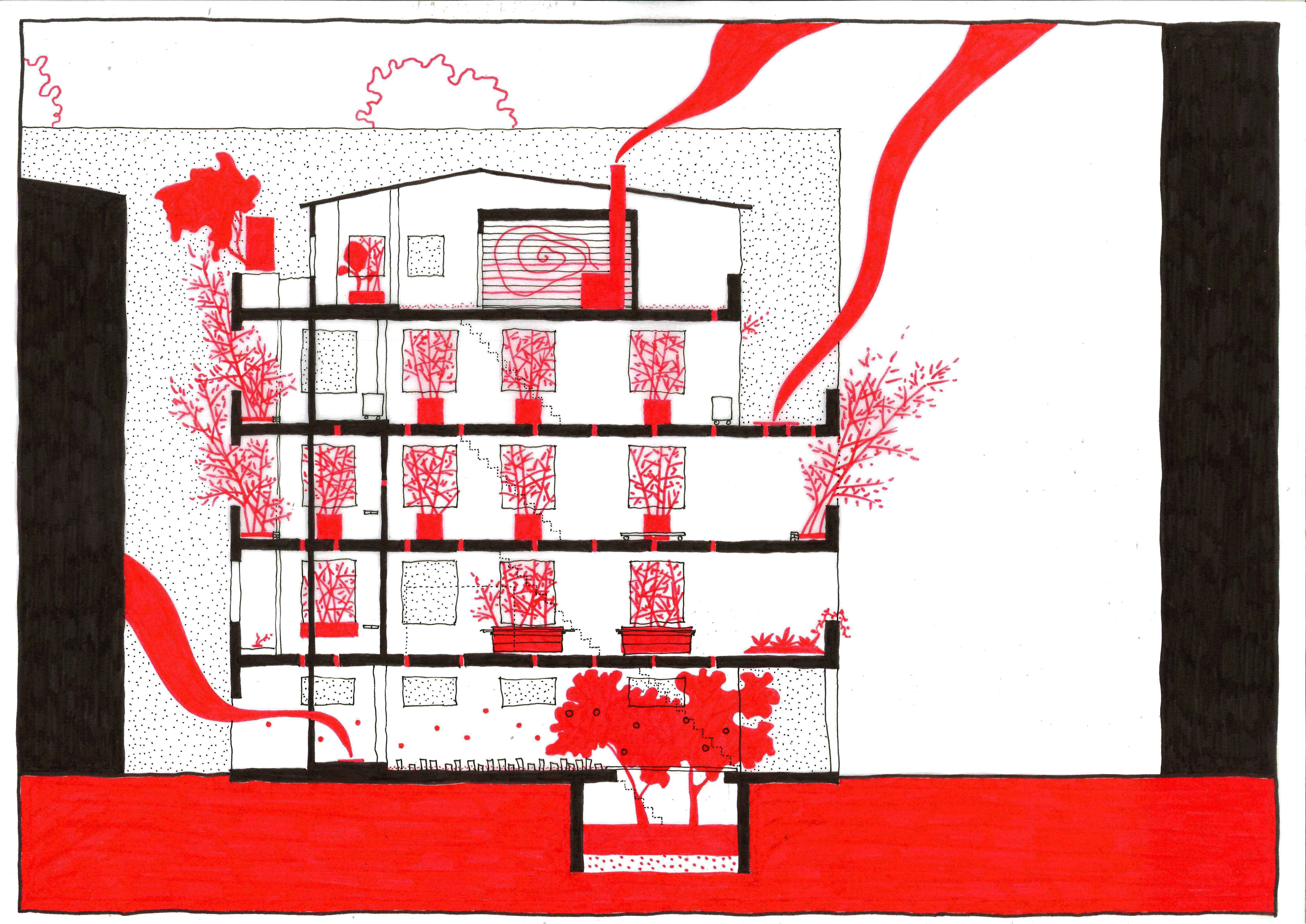
Ruin Academy, section

Ruiny Akademii (The Ruin Academy, 2010) – niezależne, architektoniczne centrum badawcze znajdujące się na obszarze miasta Tajpej.  Centrum to jest zarazem projektem, służącym jako "zestaw do ponownego przemyślenia miasta przemysłowego i zatopionego w nim człowieka" poprzez prowadzone w nim badania i cykl warsztatów. 
Ruiny Akademii mieszczą się w opuszczonym, 5 piętrowym budynku mieszkalnym w centrum Tajpej. Wszystkie ściany wewnętrzne i okna w budynku zostały usunięte w celu stworzenia dogodnych warunków do rozwoju warzyw i bambusa. Profesor wraz ze studentami zajmującymi się projektem śpią i pracują w prowizorycznych, mahoniowych akademikach, w których na piątym piętrze mieści się publiczna sauna. Wszystkie budynki  posiadają  6 calowe otwory umożliwiające przenikanie deszczu do środka. 
Kontrola procesu architektonicznego w budynku poddaje się wkraczającej do niego naturze. Modernizm został utracony, a przemysłowa dotąd maszyna stopniowo staje się organiczną.

## Zakres badań
Zakres badań i zadań projektowych swobodnie przemieszcza się pomiędzy zagadnieniami architektury, urbanistyki, sztuki, ochrony środowiska oraz innych dziedzin sztuki i nauki w  ramach ogólnej budowy środowiska człowieka. Anarchic Grandmothers, Academic Squatting, Urban Acupuncture-to tylko niektóre z nurtów wiążących się z tematem Ruin Academy. Warsztaty projektowe badają wątki:
- Organiczności (Akupunktura)
  - Spontaniczne, często nielegalne gospodarstwa miejskie i publiczne ogrody balansują pomiędzy przemysłowym Tajpej a ścieżkami naprowadzającymi miasto na drogę organiczną[7].

- Urbanizmu rzecznego
  - Ukształtowanie terenu prowadzi do przywrócenia naturalnego biegu rzeki w warunkach miejskich i ponownego połączenia nowoczesnego miasta z naturą[8].

- Nielegalnej Architektury
  - Architektura, która traktuje miasto jako  “rozrastającą się platformę i źródło energii, z której niczym pasożyt czerpie energię elektryczną i wodę… Przejściowe, nielegalne gospodarstwa miejskie i nocne markety są tak powszechne i głęboko zakorzenione w tajwańskiej kulturze i panoramie miasta, że możemy mówić o równoczesnym istnieniu drugiego miasta, poza “oficjalnym” Tajpej – mieście równoległym, czy też para-mieście.”[9]

Wiedza lokalna jest motywem przenikającym przez wszystkie elementy badań i powiązań  pomiędzy Trzecim Pokoleniem Tajpej a środowiskiem naturalnym. Projekt nadzorowany jest przez Taiwanese JUT Foundation for Arts & Architecture, przy współpracy z fińskim biurem Casagrande Laboratory.
Projekt "The Ruin Academy" (Ruiny Akademii) otrzymał  nagrodę World Architecture Community Award w 2011 roku.

## Miasto Trzeciej Generacji
Rdzeń nurtu architektonicznego projektu stanowi teoria Miasta Trzeciej Generacji – organicznych ruin industrialnego miasta. Skupia się ona na badaniach nieustannego procesu, który zapewniłby ciągłą żywotność miastu (Tajpej). Elementem ruin jest część stworzona przez człowieka stająca się częścią natury.
Miasto Trzeciej Generacji następuje po pierwszym pokoleniu, w którym ludzie pokojowo współistnieli z naturą i drugim pokoleniu, w którym budowano kamienne i utwardzone struktury wszędzie, gdzie to możliwe, aby w jak największym stopniu odciąć miasto od natury.  Jednak w trzecim pokoleniu natura, której nie sposób całkowicie się pozbyć, odrasta przedzierając się przez ruiny, szczeliny w ścianach, sprowadzając ludzkość z powrotem do pierwotnego źródła jakim zawsze była i zawsze będzie. Miasta Trzeciej Generacji koncentrują się na wiedzy lokalnej i „organicznej akupunkturze”, wracając do ludzi i przyrody.
Miasto Trzeciej Generacji jest miastem przemysłowym, zniszczonym przez ludzi, ludzką naturę, jej destrukcyjną  częścią. Elementy Trzeciej Generacji Tajpej to:
- Anarchist Gardener/Anarchistyczny Ogrodnik.
  - Swobodne społeczności ogrodników i farmerów działające poza oficjalnymi kierunkami rozwoju urbanistycznego.
- Urbanistyka. Nomad
  - “Spontaniczne, małe przedsięwzięcia architektoniczne uderzające w statyczność i niezmienność miasta.”
- Urbanistyczna akupunktura.
  - Architektura jako producent „igieł” dla urbanistyki
- Kompost.
  - „Niezależne, samowystarczalne, często nielegalne społeczności poddające oficjalne struktury miasta działaniom organicznym."
- Urbanizm rzeczny.
  -  Ukształtowanie krajobrazu urbanistycznego- miasto rozwijające się na bazie natury rzecznej.”[17]

## Anarchist Gardener/Anarchistyczny Ogrodnik

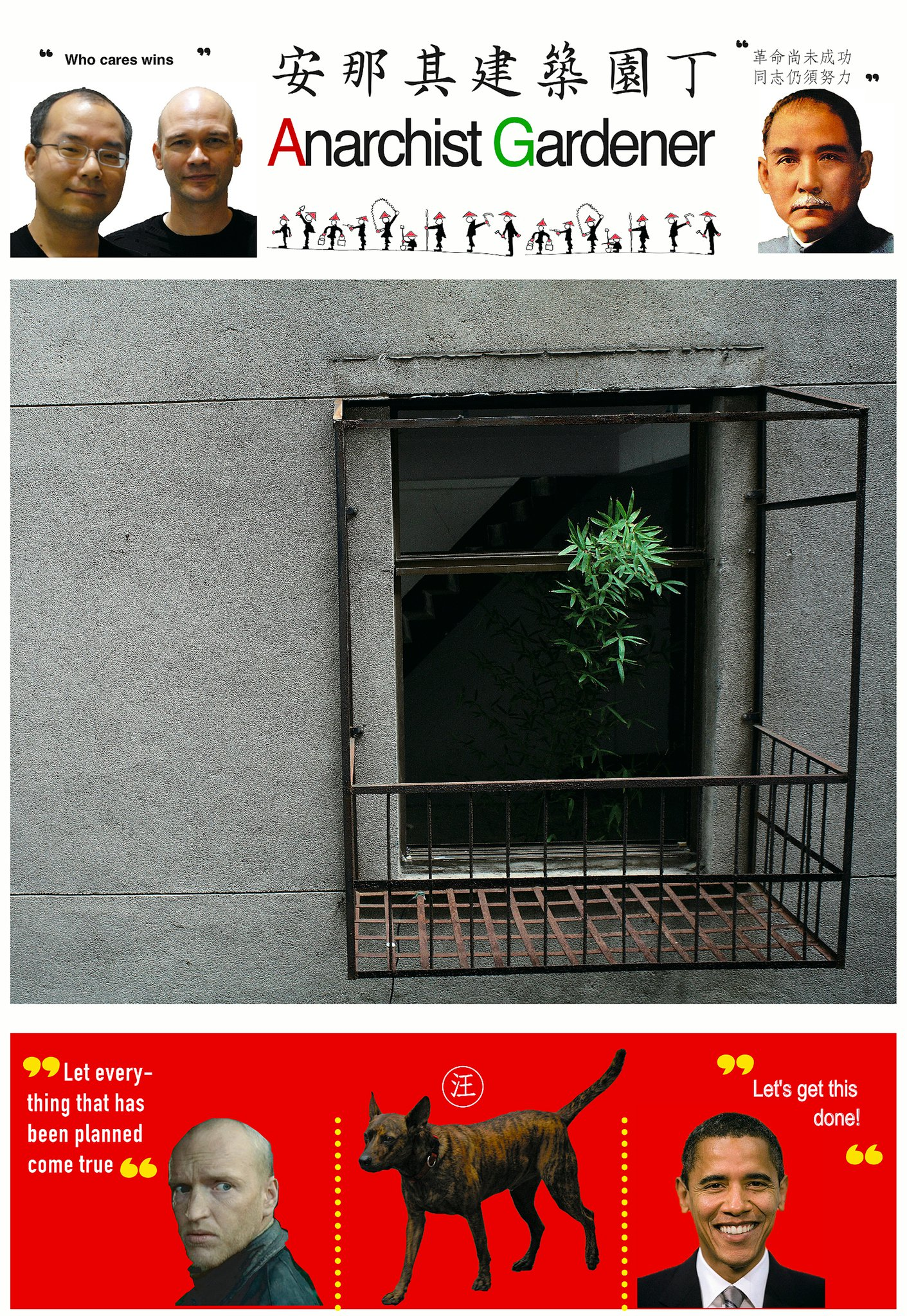
Cover of the Anarchist Gardener issue 1.

W ramach projektu ""The Ruin Academy" wydawany jest niezależny magazyn Anarchist Gardener, pod redakcją Nikita Wu. Magazyn zajmuje się tematyką przyszłościowego myślenia o tworzeniu ludzkiej przestrzeni i środowiska do życia w zgodzie z naturą.